# Distretto di Mirgas
Il distretto di Mirgas è un distretto del Perù nella provincia di Antonio Raymondi (regione di Ancash) con 5.235 abitanti al censimento 2007 dei quali 654 urbani e 4.581 rurali.
È stato istituito il 26 ottobre 1964.